# コーリング (映画)
『コーリング』（Dragonfly）は、2002年のアメリカ映画。

## ストーリー
医者のジョーは、ボランティア医療にベネズエラへ向かった妻の小児科医のエミリーを現地の事故で亡くしていた。あるとき彼がかつてエミリーの患者だった少年と会うと、なぜか彼はうわごとで自分の名前を叫んでいた。後日回復した彼によると、エミリーに助けられたという。その後もジョーの周囲で次々と不思議な現象が起こり続け、死んだ妻と関係があると睨んだ彼はベネズエラ向かう。

## キャスト
| 役名                     | 俳優                         | 日本語吹替 |
| ------------------------ | ---------------------------- | ---------- |
| ジョー・ダロウ           | ケビン・コスナー             | 津嘉山正種 |
| エミリー・ダロウ         | スザンナ・トンプソン         | 中川和恵   |
| ミリアム・ベルモント     | キャシー・ベイツ             | 堀越真己   |
| ヒュー・キャンベル       | ジョー・モートン             | 谷昌樹     |
| チャーリー・ディキンソン | ロン・リフキン               | 伊藤和晃   |
| ジェフリー・リアドン     | ロバート・ベイリー・Jr       |            |
| ベン                     | ジェイコブ・スミス           |            |
| ハル                     | ジェイ・トーマス             |            |
| エリック                 | マット・クレイヴン           |            |
| ニール・ダロウ           | ケイシー・ビッグス           |            |
|                          | レスリー・ホープ             |            |
|                          | ピーター・ハンセン           |            |
|                          | メアリー・ベス・フィッシャー |            |
|                          | リンダ・ハント               |            |
|                          | ジェイコブ・バルガス         |            |

## 評価
レビュー・アグリゲーターのRotten Tomatoesでは125件のレビューで支持率は7%、平均点は3.70/10となった。Metacriticでは33件のレビューを基に加重平均値が25/100となった。
北米2507館で公開され、初週末3日間で約1021万ドルを稼ぎ、『クイーン・オブ・ザ・ヴァンパイア』、2週目の『ジョンQ -最後の決断-』に次いで初登場3位となった。
全世界での累計興行収入は5232万3400ドルで、製作費の6000万ドルを下回った。